# Lartigue (Żyronda)
Lartigue – miejscowość i gmina we Francji, w regionie Nowa Akwitania, w departamencie Żyronda.
Według danych na rok 1990 gminę zamieszkiwało 40 osób, a gęstość zaludnienia wynosiła 3 osób/km² (wśród 2290 gmin Akwitanii Lartigue plasuje się na 1125. miejscu pod względem liczby ludności, natomiast pod względem powierzchni na miejscu 861.).